# Jasminum fruticans
Espèce
Classification phylogénétique
Statut de conservation UICN

 LC  : Préoccupation mineure

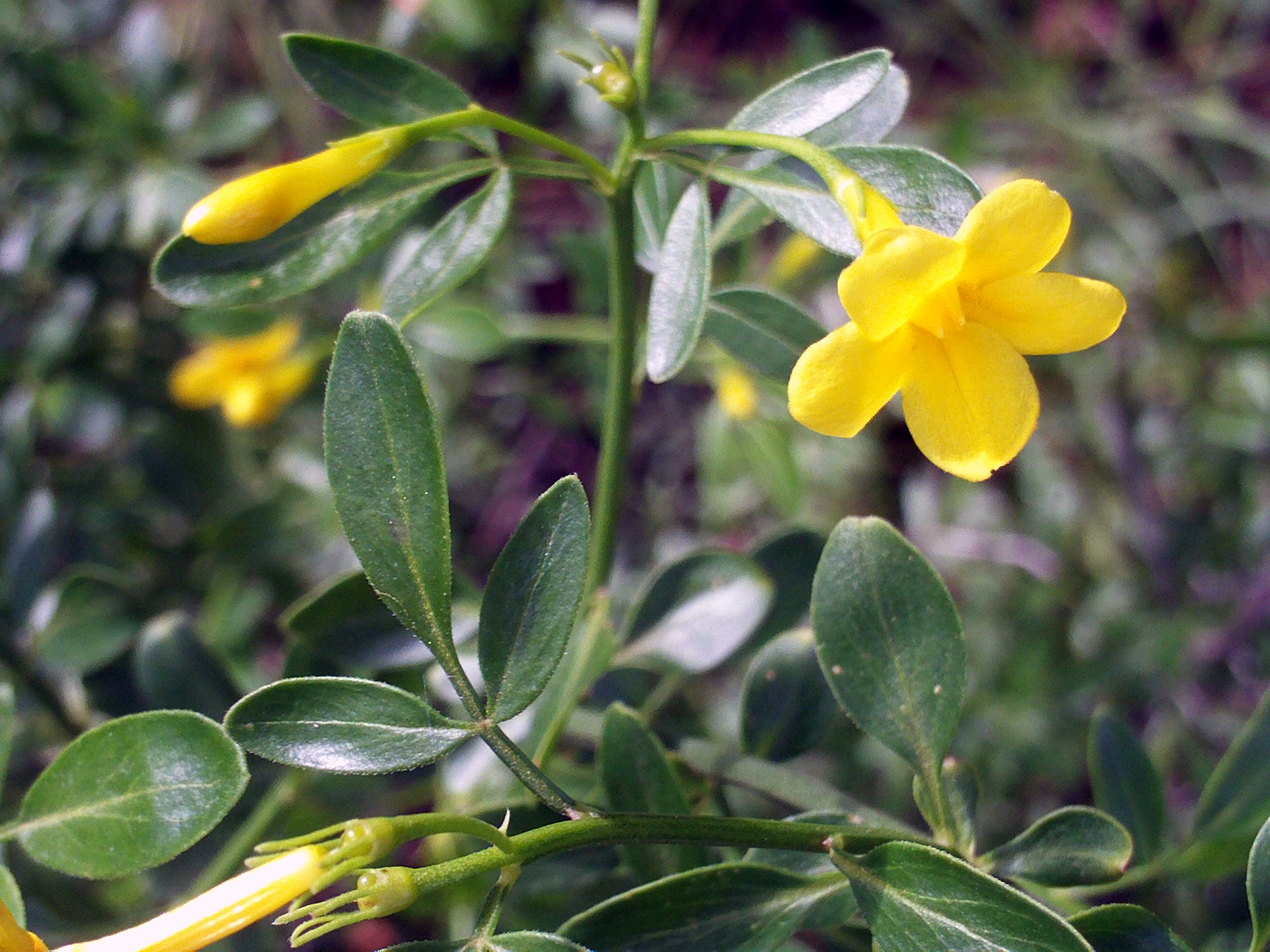
Jasminum fruticans.

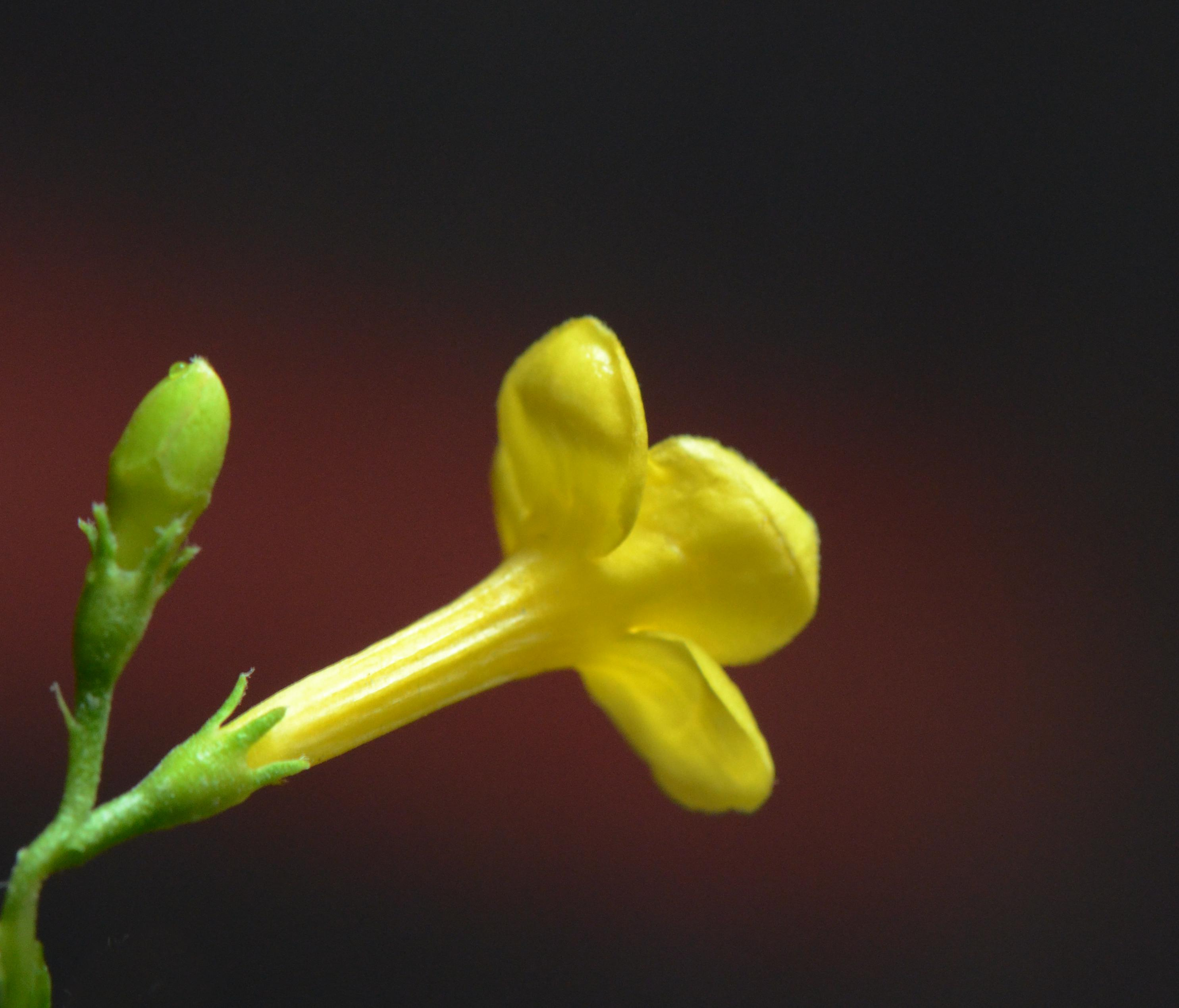
J. fruticans fleur.

Jasminum fruticans, section longitudinale des fleurs des deux morphes.

Jasminum fruticans, le Jasmin ligneux, ou Jasmin jaune ou Jasmin d'été, est une espèce de plantes à fleurs de la famille des Oleaceae. C'est un sous-arbrisseau. De son vrai nom Chrysojasminum fruticans, c'est l'un des rares jasmins poussant spontanément en France, où on le rencontre essentiellement en région méditerranéenne. Il fleurit au printemps et au début de l'été, sur les sols secs et ensoleillés, souvent rocheux, avec une légère préférence pour le calcaire. Il est cultivé en terrain sec, pour ses qualités ornementales.

## Étymologie
Le terme de latin scientifique Jasminum remonte à travers le latin médiévale, à l'arabe yāsamīn et celui-ci au persan yāsamīn, yāsaman ياسمن qui désignait un « jasmin ».
L'épithète d'espèce fruticans dérive du latin frutex « rejeton, arbrisseau » (Gaffiot).

## Description
Arbrisseau ou sous-arbrisseau buissonnant, de 1 à 2 mètres de haut, à tiges et rameaux quadrangulaires-anguleux, cassants, verts et glabres.
Les feuilles alternes, pétiolées sont généralement trifolioliées, chacune des 3 folioles oblongue ou obovale, luisante ; la foliole terminale fait 0,5-3 x 0,2-1,5 cm et les latérales sont un peu plus petites. Les feuilles sont persistantes ou dans les régions aux hivers froids semi-persistantes.
L'inflorescence thyrsoide (de 3-5 fleurs) apparait  à l'aisselle des feuilles et à l'extrémité des rameaux. La fleur comporte un calice court, vert, tubulé à cinq dents longues et étroites. La corolle jaune à long tube (de 8-15 mm) est terminée par cinq lobes légèrement réfléchis. Par une déviation de la voie commune de formation des fleurs, la pentamérie du calice et de la corolle est associée à deux étamines et deux carpelles.
Deux étamines sont attachées à l'intérieur du tube de la corolle.
Il existe deux morphes floraux  :
- les fleurs brévistylées  (style court & longues étamines)
- les fleurs longistylées (long style & étamines courtes).

Chez les premières, les étamines font légèrement saillie hors du tube et chez les secondes les styles font saillie. Cette distylie (cas particulier d'hétérostylie) impose une fécondation croisée : chaque pied est soit brévistylé soit longistylé et la pollinisation entre plantes de même morphe est très faible et l’auto-pollinisation est impossible.
La floraison se fait en avril, mai et juin. Les fleurs ne sont pas parfumées ou très peu.
Le fruit est une baie noire pourprée, luisante, de 7 mm.
La présence de feuilles alternes est un fait marquant, puisqu'il fait exception au sein de la famille des Oléacées. La Flore complète portative de la France, de la Suisse et de la Belgique, de Gaston Bonnier et Georges de Layens, place d'ailleurs ce genre dans une famille à part, celle des "Jasminées", considérée comme obsolète dans l'optique phylogénétique de la classification actuelle. Il est à noter que d'autres jasmins, non présents de façon spontanée en France métropolitaine, présentent des feuilles opposées.

## Confusions
Il existe en France un autre jasmin cultivé à fleurs jaunes et feuilles trifoliolées lui ressemblant : le Jasminum nudiflorum d'origine chinoise. On peut distinguer ces deux espèces par les caractères suivants :
| espèce        | feuilles trifoliolées | feuilles trifoliolées | début de floraison   |
| J. nudiflorum | caduques              | opposées              | sur rameaux nus      |
| J. fruticans  | persistantes          | alternes              | sur rameaux feuillus |

## Caractéristiques
- Organes reproducteurs :
  - Distylie
  - Type d'inflorescence : corymbe
  - Répartition des sexes : hermaphrodite
  - Type de pollinisation : entomogame
  - Période de floraison : avril à juin
- Graine :
  - Type de fruit : baie
  - Mode de dissémination : endozoochore.
- Multiplication végétative : elle peut se faire par bouture simple prélevée sur des rameaux jeunes. Les racines apparaitront à la base des feuilles (cf Y. Mairone, thèse de doctorat en Sciences, 1992).
- Habitat et répartition :
  - Habitat type : garrigues méditerranéennes occidentales** Aire de répartition : méditerranéen

données d'après : Julve, Ph., 1998 ff. - Baseflor. Index botanique, écologique et chorologique de la flore de France. Version : 23 avril 2004. 

## Distribution
Jasminum fruticans est une espèce présente dans toute la zone méditerranéenne mais absente de la plupart des îles. Elle croît en : Afrique du Nord, Israël, Jordanie, Liban, Syrie, Iran, Turquie, Caucase, Grèce, Albanie, Bulgarie, Roumanie, ex-Yougoslavie, Italie, France, Espagne, Portugal.
En France, Jasminum fruticans se rencontre dans les garrigues sur les coteaux secs et rocailleux du Midi, jusque dans l'Isère, le Puy-de-Dôme, la Dordogne. Il s'est naturalisé çà et là dans l'Ouest et le Centre.

## Statuts de protection, menaces
L'espèce n'est pas encore évaluée à l'échelle mondiale et européenne par l'UICN. En France elle est classée comme non préoccupante . Elle est considérée Vulnérable (VU) en Aquitaine.

## Synonymes
D'après Tela-botanica :
- Jasminum collinum Salisb.
- Jasminum heterophyllum Moench
- Jasminum syriacum Boiss. & Gaill.

## Culture
Jasminum fruticans fut le premier jasmin à être cultivé en Europe.
Il se cultive sur tout type de sol mais préfère le calcaire. Bien adapté à la sécheresse, il aime les stations chaudes, au soleil ou à la mi-ombre. Il résiste au froid jusqu'à −15 °C.
Les fruits sont toxiques.